# Natitingou IV
Natitingou IV är ett arrondissement i kommunen Natitingou i Benin. Den hade 5 414 invånare år 2002.